# Семантометрия
Семанотометрия — метод для оценки научного исследования, предложенный Петром Кнотом и Драгомирой Германновой. Метод построен на предположении, что для оценки значимости публикации нужен полный текст. В отличие от существующих библиометрии, вебометрики, альтметрии и других семантометрия не берёт во внимание измерение числа взаимодействий в сети научной коммуникации.
Гипотеза семантометрии утверждает, что значимость публикации А может определяться на основе семантической дистанции между публикациями, на которые ссылается А, и публикациями, которые ссылаются на А. В основе гипотезы лежит понимание того, как исследование полагается на существующее знание, чтобы создать новое знание, на котором в свою очередь можно будет построить ещё новые знания. Публикация вносит некий вклад в науку, если она создаёт связь между тем, что уже известно, и чем-то новым, которое можно будет развивать на основе этого знания. Публикация вносит высокий вклад, если она создаёт связь между более отдалёнными друг от друга областями науки.
Статья с высоким вкладом по методу семантометрии не нуждается в широком цитировании, однако, она должна подтолкнуть к изменениям в своей области или даже определять новую область. Например, это может быть внесение изменений в словарь в результате какой-то публикации.